# Música en dominio público
Música en dominio público es toda obra que pertenece al  dominio público  debido a diferentes causas:
- Porque siempre estuvo en dominio público, ya que nunca tuvo derechos de autor, o incluso fueron creadas antes de la existencia de estos.

- Porque los autores han declarado de manera explícita que una obra es de dominio público.

- Porque después de haber estado sujeta a leyes de derechos de autor, estos derechos expiraron o sus autores decidieron liberarlas al dominio público.

## Música en dominio público
El ser humano ha creado música e instrumentos musicales por más de 40.000 años. Uno de los primeros instrumentos recuperado por arqueólogos es la flauta Divje Babe. Si bien los humanos tenían la habilidad de crear música, hacía falta la creación de la notación musical para además de poder crear, interpretar o escuchar música en el momento, esta pudiera ser escrita, enseñada y/o reinterpretada fielmente haciendo uso de la lectura.
El primer sistema de notación musical fue creado hace aproximadamente 4.000 años en Mesopotamia; desde esa fecha (o incluso desde antes) hasta inicios del siglo XX la música es considerada de dominio público. Posteriormente, en China, hace 2.500 años, durante el gobierno de la dinastía Zhou, se continuaba creando música y numerosos instrumentos, además de continuar utilizando los Bianzhong. En la tumba del marqués Yi of Zeng se encontraron instrumentos de la época con instrucciones sobre tonos, escalas y transposiciones. Allí es donde se crea el primer sistema de notación musical chino. Hace 1.500 años, se comenzaron, además, a utilizar las notaciones Guqin en las que se detallan las tablaturas y posiciones de los dedos para tocar el instrumento. Posteriormente, se crean las notaciones Gongche y jianpu, en el siglo X cuando Guido de Arezzo introdujo el solfeo y las notaciones musicales latinas. Todo esto sentó las bases para la preservación de música a nivel global que pertenece al dominio público desde los inicios de la historia musical hasta la actualidad.
El proyecto Musopen se ha dedicado a grabar esta música cuyos registros se encuentran en dominio público utilizando instrumentos musicales y equipos de captura de sonido para hacer no solo los escritos musicales estén disponible al público en general, sino también puedan ser apreciados en su forma audible, tanto en formatos de baja calidad o con pérdidas como los archivos .ogg (que fueron de gran utilidad durante los inicios de internet y en los primeros reproductores de música digital) y también en formatos sin pérdidas como el Flac. En Internet Archive está albergada toda la colección de música clásica grabada por el proyecto Musopen.
Un ejemplo de esta música es la Obertura Coriolano de Ludwig van Beethoven grabado por el proyecto Musopen en formato Flac.